# Megalopolis (film)
Megalopolis is een Amerikaanse epische sciencefictionfilm uit 2024, geschreven, geregisseerd en mede geproduceerd door Francis Ford Coppola. De hoofdrollen worden vertolkt door onder anderen Adam Driver, Nathalie Emmanuel en Giancarlo Esposito.

## Verhaal
In de toekomst na een verwoestende ramp, is Julia Cicero (Nathalie Emmanuel) in New York verdeeld tussen loyaliteit aan haar vader Frank (Giancarlo Esposito), die een klassieke kijk op de samenleving heeft, en haar minnaar, de architect Caesar (Adam Driver), die progressiever is en New York wil herbouwen tot een utopie.

## Rolverdeling
| Acteur             | Personage                  |
| ------------------ | -------------------------- |
| Adam Driver        | Cesar Catilina             |
| Nathalie Emmanuel  | Julia Cicero               |
| Giancarlo Esposito | Franklyn Cicero            |
| Jon Voight         | Hamilton Crassus III       |
| Laurence Fishburne | Fundi Romaine              |
| Aubrey Plaza       | Wow Platinum               |
| Shia LaBeouf       | Clodio Pulcher             |
| Jason Schwartzman  | Jason Zanderz              |
| Grace VanderWaal   | Vesta Sweetwater           |
| Kathryn Hunter     | Teresa Cicero              |
| Talia Shire        | Constance Crassus Catilina |
| Dustin Hoffman     | Nush Berman                |
| D.B. Sweeney       | Commissioner Stanley Hart  |
| James Remar        | Charles Cothope            |
| Chloe Fineman      | Clodia Pulcher             |

## Productie

### Ontwikkeling
Francis Ford Coppola bedacht het idee voor Megalopolis tijdens de opnames van Apocalypse Now (1979). Coppola wijdde zich begin 1983 aan het schrijven van het scenario, waarbij hij in twee maanden tijd vierhonderd pagina's met aantekeningen en scriptfragmenten verzamelde. Midden 1983 beschreef hij dat het plot zich op een dag in New York zou afspelen. Na het filmprijzenseizoen 1990-1991 voor The Godfather Part III kondigde Coppola's filmproductiebedrijf, American Zoetrope, verschillende projecten in ontwikkeling aan, waaronder plannen om Megalopolis in 1991 te filmen, ondanks het ontbreken van een voltooid script. De film werd uitgesteld tot "niet eerder dan 1996" nadat Coppola aangaf dat hij prioriteit gaf aan andere projecten.
In 2002 kondigde Coppola aan dat zijn volgende project als regisseur Megalopolis zou zijn en maakte hij materiaal voor de film op high-definition video die George Lucas omschreef als 'brede shots van steden met ongelooflijke details op magisch uur en allerlei soorten beschikbaar lichtmateriaal". Het project werd echter kort daarna echter stopgezet. Het succes van zijn wijnmakerij en de resorts betekende dat Coppola de film met zijn eigen geld kon produceren, wat volgens een goede vriendin van hem, Wendy Doniger, "hem verlamde". Ze zei: "Hij had deze keer geen excuus als de film niet goed was. Wat was er aan de hand?" Het verlamde hem dat hij de macht had om precies te doen wat hij wilde, zodat zijn ziel op het spel stond."

### Preproductie
Coppola kondigde zijn terugkeer naar het project aan in april 2019, nadat hij Jude Law en Shia LaBeouf had benaderd voor hoofdrollen. Naar verluidt heeft hij $ 120 miljoen van zijn eigen geld uitgegeven en een "significant stuk van zijn wijnimperium" verkocht om de film te produceren. In augustus 2021 waren de gesprekken met acteurs om in de film te spelen begonnen. James Caan zou de hoofdrol spelen, terwijl Oscar Isaac, Forest Whitaker, Cate Blanchett, Jon Voight, Zendaya, Michelle Pfeiffer en Jessica Lange zich in verschillende stadia van de onderhandelingen bevonden. In maart 2022 toonde Coppola's zus, Talia Shire, haar interesse om zich bij de cast aan te sluiten, en Isaac zou het project hebben verlaten. In mei 2022 werd gemeld dat het budget minder dan $ 100 miljoen bedroeg, terwijl Whitaker en Voight werden bevestigd voor de cast, met toevoeging van Adam Driver, Nathalie Emmanuel en Laurence Fishburne. Op 6 juli 2022 stierf Caan, die nog in onderhandeling was over de film.

### Filmopnames
De filmopnames gingen van start op 1 november 2022 in de Trilith Studios in Atlanta (Georgia) en zouden in maart 2023 eindigen. De film werd oorspronkelijk opgenomen met behulp van On-set virtual production-technologie (OSVP) maar wegens de hoge kosten werd besloten over te stappen op de goedkopere, meer traditionele greenscreen-technologie. Tegelijkertijd regisseerde filmmaker Mike Figgis een documentaire achter de schermen over de productie van Megalopolis. De documentaire zal de release van de film begeleiden en zal interviews bevatten met George Lucas, Martin Scorsese en Steven Spielberg. Adam Driver was begin maart klaar met het filmen van zijn rol en het filmen werd afgerond op 30 maart 2023.
In augustus 2023, tijdens de SAG-AFTRA-staking, ontving de film een interim-overeenkomst van SAG-AFTRA, mogelijk voor heropnames.

## Release en ontvangst
Op 28 maart 2024 werd een privévertoning van de film gepresenteerd aan distributeurs in het Universal CityWalk IMAX Theatre in Hollywood. Vóór de vertoning verklaarde Coppola dat ze pas definitief zouden beslissen waar ze de film zouden laten in première gaan als er een distributiepartner was gevonden en er een stevig releaseplan was opgesteld.
Megalopolis ging op 16 mei 2024 in première op het Filmfestival van Cannes in de competitie voor de Gouden Palm. De film kreeg middelmatige kritieken van de filmcritici, met een score van 49% op Rotten Tomatoes, gebaseerd op 201 beoordelingen.

### Kassaopbrengsten
Megalopolis ging op 27 september 2024 in de Amerikaanse bioscopen in première naast The Wild Robot met de verwachting van een bruto opbrengst in het openingsweekend van 5 a 7 miljoen Amerikaanse dollars in 1854 bioscopen. De film bracht uiteindelijk 4 miljoen dollar op in zijn openingsweekend en eindigde daarmee op de zesde plaats aan de kassa.

## Prijzen en nominaties
De belangrijkste:
| Jaar | Prijs                   | Categorie   | Genomineerde(n)      | Uitslag     |
| ---- | ----------------------- | ----------- | -------------------- | ----------- |
| 2024 | Filmfestival van Cannes | Gouden Palm | Francis Ford Coppola | Genomineerd |